# 성재 (안동시)
성재(惺齋)는 경상북도 안동시 예안면 부포리에 있다. 2010년 3월 12일 안동시의 문화유산 제44호로 지정되었다.